# Островцы (озеро)
Островцы́ (бел. Астраўцы́) — озеро в Россонском районе Витебской области Белоруссии и Невельском районе Псковской области России. Относится к бассейну реки Дрисса, протекающей через озеро.
Располагается в 36 км к востоку от городского посёлка Россоны, посреди лесного массива у российско-белорусской границы. К северу от озера расположена деревня Перевоз. Водоём находится преимущественно на территории Белоруссии. К территории России относится небольшая часть восточного берега.
Выше и ниже по течению реки Дрисса расположены озёра Дриссы и Синьша соответственно. Кроме того, озёра Островцы и Плесса соединены протокой.
Площадь поверхности водоёма составляет 0,92 км², длина — 2,58 км, наибольшая ширина — 0,3 м. Котловина вытянута с севера на юг. Имеются два острова. На западе впадает ручей.
Озеро зарастает. Обитают лещ, щука, плотва, линь, краснопёрка, окунь и другие виды рыб.
Водоём входит в состав республиканского ландшафтного заказника «Синьша».